# Яблунков
Яблунков (на чешки: Jablunkov; на полски: Jabłonków;на немски: Jablunkau) е град в Моравско-силезки край, Чехия. Населението е приблизително 6000 души.